# Regolamento Internazionale dei Veicoli
RIV betyder Regolamento Internazionale dei Veicoli. Det är ett avtal inom järnvägen för godstrafik. Det handlar om en standardisering av godsvagnar för att underlätta internationell trafik. RIV-avtalet undertecknades från början 1922 och järnvägarna i Sverige har deltagit i detta redan från början. Idag gäller detta avtal 27 europeiska länder.